# Santa María de Cayón
Santa María de Cayón är en kommun i Spanien. Den ligger i den autonoma regionen Kantabrien i norra delen av landet, 300 km norr om huvudstaden Madrid. Antalet invånare är 9 367 (2024).